# Qīnar-e Soflá
Qīnar-e Soflá (persiska: قینر سفلی) är en ort i Iran.   Den ligger i provinsen Västazarbaijan, i den nordvästra delen av landet, 700 km nordväst om huvudstaden Teheran. Qīnar-e Soflá ligger 1 712 meter över havet och antalet invånare är 360.
Terrängen runt Qīnar-e Soflá är kuperad åt nordost, men åt sydväst är den bergig. Qīnar-e Soflá ligger nere i en dal. Runt Qīnar-e Soflá är det ganska tätbefolkat, med 75 invånare per kvadratkilometer. Närmaste större samhälle är Kāpūt, 16,3 km väster om Qīnar-e Soflá. Trakten runt Qīnar-e Soflá består i huvudsak av gräsmarker.